# Oloinița și moara de aburi din Șofrîncani
Oloinița și moara de aburi este un complex de clădiri amplasat în Șofrîncani, raionul Edineț, Republica Moldova. Este un monument istoric și arhitectural de importanță națională inclus în Registrul monumentelor Republicii Moldova ocrotite de stat cu nr. 999 (raionul Edineț). Datează din 1876.